# Lorraine Crapp
Lorraine Crapp (Sydney, 17. listopada 1938.) je bivša australska plivačica.
Dvostruka je olimpijska pobjednica u plivanju, a 1972. godine primljena je u Kuću slavnih vodenih sportova.

## Vanjske poveznice
- Portret Lorraine Crapp na stranicama Kuće slavnih vodenih sportova  Arhivirana inačica izvorne stranice od 7. siječnja 2009. (Wayback Machine) (eng.)